# Le Centaure de Dieu
Le Centaure de Dieu est un roman de Jean de La Varende. Écrit au Chamblac entre 1934 et 1937, ce roman a été publié en 1938 aux éditions Bernard Grasset et a reçu la même année le Grand prix du roman de l'Académie française. Ce roman appartient au premier cycle de La Varende, le « cycle des Tainchebraye-La Bare », qui comprend les trois romans : Nez-de-Cuir, gentilhomme d'amour (1937), Man' d'Arc (1939) et Le Centaure de Dieu (1938).

## Résumé
À l’époque du Second Empire, la vieille lignée normande et romanesque des La Bare se déchire. Fidèle à la cause royale, dans la suite de l’épopée de Man' d'Arc, cette famille de hobereaux est imprégnée de chasse, de guerre pour servir son roi et sa foi, mais elle regarde la religion catholique qui l’imprègne pourtant, avec un certain art de l’écart spirituel.
Deux frères se font face : Manfred de La Bare, l’aîné, et Gaston, son cadet, tous deux fils du marquis Amélien. Gaston ressent l’appel du sacerdoce, mû par un désir d’absolution des écarts moraux de ses ancêtres. Il sert la France avec foi et noblesse, mais le nom des La Bare s’éteint avec lui.
La Varende met en scène dans quelques passages de ce roman le fameux cardinal Henri de Bonnechose, évêque d'Évreux de 1855 à 1858, puis archevêque de Rouen de 1858 à 1883.

## Éditions
- Le Centaure de Dieu, éditions Grasset, 1938, 232 p. ; rééd. 1949, 1950, 1958, 1999
- Le Centaure de Dieu, Paris, éditions du Livre moderne, 1941, 160 p. ; illustrations d'Albert Brenet.
- Le Centaure de Dieu, Paris, Rombaldi, 1944, 385 p. : aquarelles de Paul Jarach.
- Le Centaure de Dieu, Paris, éditions d'art A.D., 1948, 385 p. ; illustrations de Valentine Dupré.
- Le Centaure de Dieu, Paris, Club français du livre (coll. Romans, 106), 1952, 336 p.
- Le Centaure de Dieu, Paris, la Belle édition , 1954, 269 p. ; gravures de Pierre Leroy.
- Le Centaure de Dieu, Paris, éditions Hachette, 1962, 319 p.
- Le Centaure de Dieu, Paris, LGF (coll. Livre de poche, no 876, série « Odyssées »), 1962, 434 p.
- Le Centaure de Dieu, dans : La Guilde chrétienne, vol. 15, Paris, La Guilde, 1964.
- Le Centaure de Dieu, Lausanne/Paris, Éditions Rencontre, 1970, 360 p.